# Nothoscordum bivalve
Nothoscordum bivalve là một loài thực vật có hoa trong họ Amaryllidaceae. Loài này được Carl Linnaeus mô tả khoa học đầu tiên năm 1753 dưới danh pháp Ornithogalum bivalve. Năm 1896 Nathaniel Lord Britton chuyển nó sang chi Nothoscordum.

## Hình ảnh

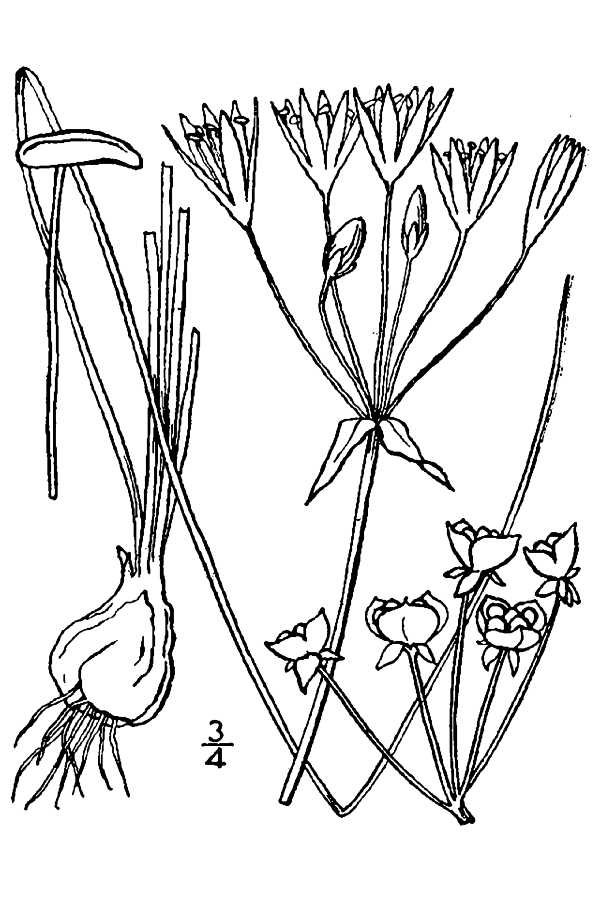
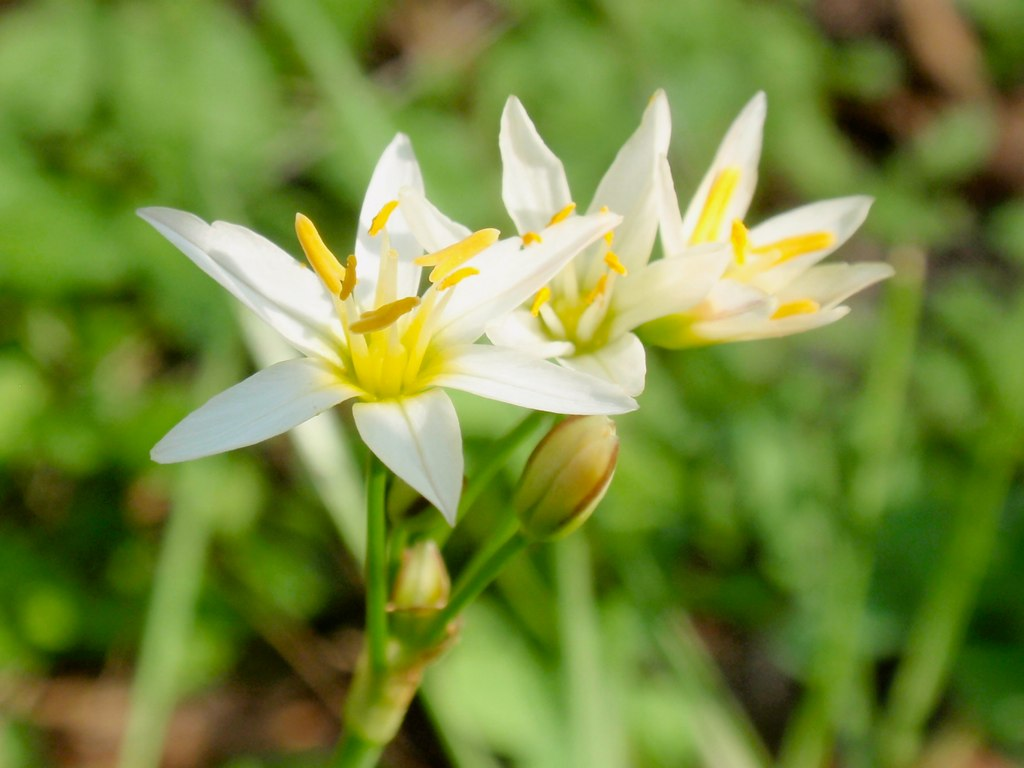
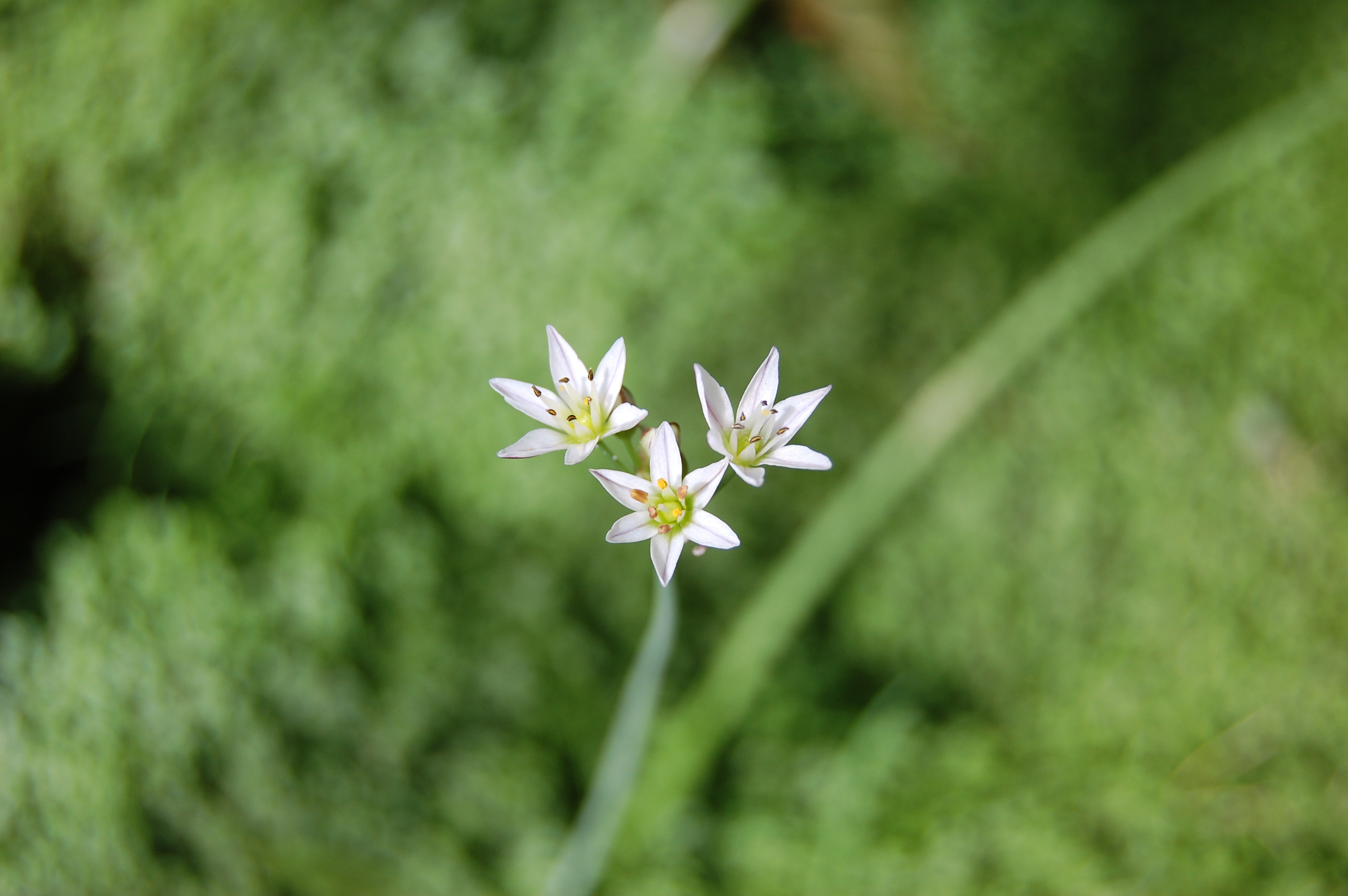
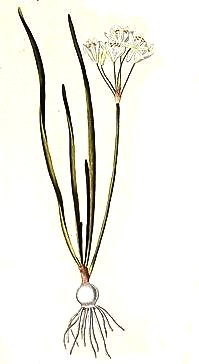